# Bandeira da Dinamarca

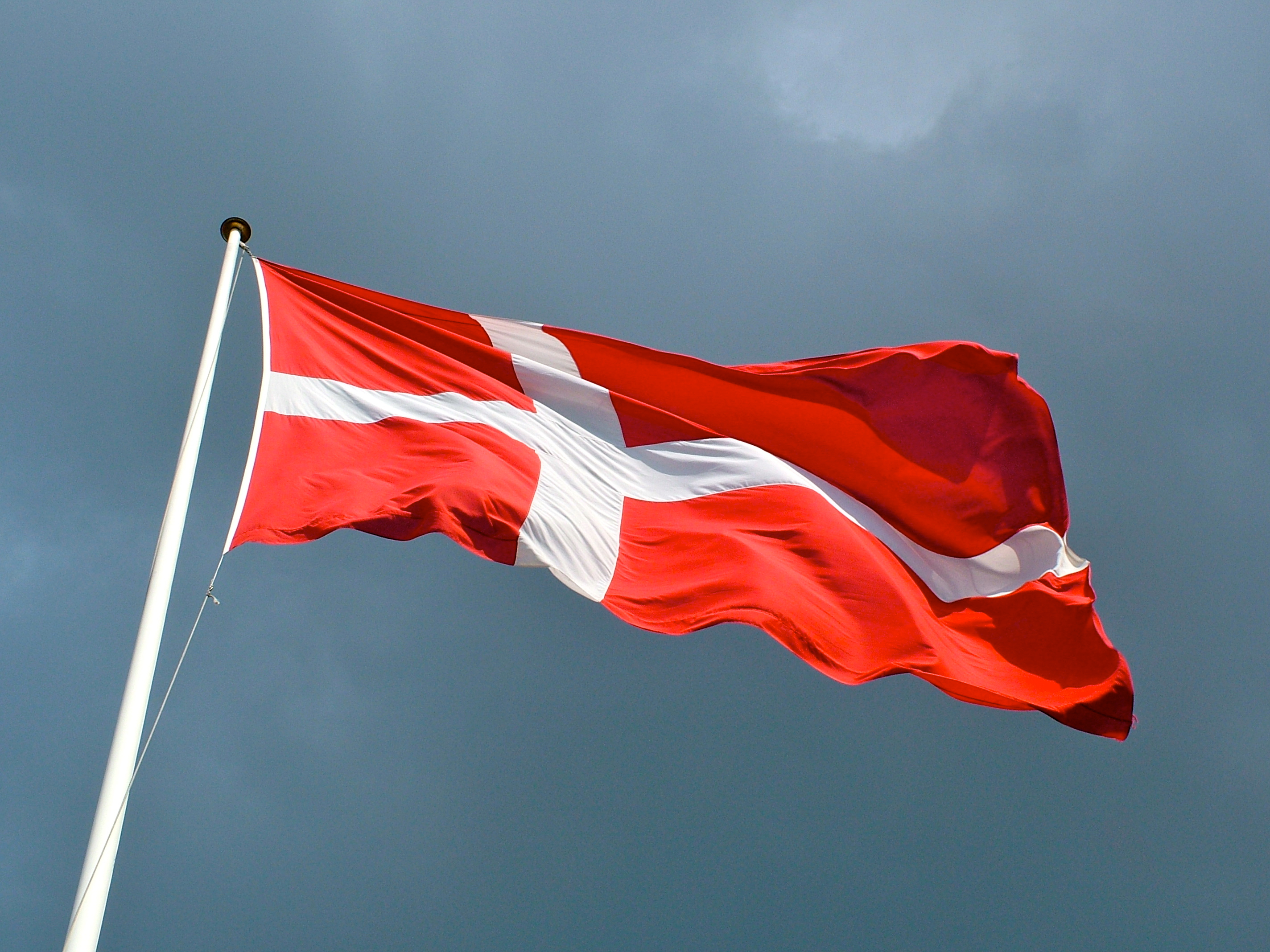
Dannebrog, a bandeira do Reino da Dinamarca.

A bandeira nacional da Dinamarca é mais comumente conhecida como Dannebrog. O nome significa "Pano honorável". O Dannebrog é vermelho com uma cruz que se estende até as bordas da bandeira; a parte vertical da cruz é deslocada para a borda do arriamento ou tralha e a parte inferior para o batente, sendo que os lados direito e esquerdo, respectivamente para as bordas superior e inferior do pano. O design da cruz da bandeira dinamarquesa foi subsequentemente adotado por outros países nórdicos: Suécia, Noruega, Finlândia e Islândia.
A bandeira nacional dinamarquesa é considerada a mais antiga bandeira nacional em uso contínuo. De acordo com a antiga tradição, a bandeira não foi feita por humanos mas caiu dos céus durante a Batalha de Reval (a cidade moderna de Tallinn na Estônia), em 1219. A bandeira da Letônia, embora não represente uma cruz, também traça as origens das cores para a batalha de Reval.
Os historiadores têm uma explicação menos pitoresca para a origem da bandeira: ela provavelmente é derivada das antigas bandeiras das cruzadas da época. O antigo brasão de Lübeck era vermelho com uma cruz branca, e o rei dinamarquês Érico da Pomerânia, conhecido por uma bandeira com uma cruz branca, também era rei de Lübeck.
A cruz no Dannebrog é semelhante a cruz de São Filipe,  o Apóstolo.
A bandeira civil e emblema tem proporções de 28:37. A bandeira de estado e emblema é um retângulo de 28:31 com rabos de andorinha dando a ele um proporção geral de 10:19. A bandeira de guerra e emblemas são os mesmo exceto que o emblema de guerra usa um tom de vermelho mais escuro. A largura da cruz é de um sétimo do arriamento; o arriamento é portanto dividido em 12:4:12 enquanto que o hasteamento é dividido em 12:4:21 (12:4:15 para a parte retangular da bandeira de estado).

## Outras bandeiras

Splitflag - Bandeira do Estado.
Orlogsflag - Bandeira da Marinha.